# Estrées-Deniécourt
Estrées-Deniécourt – miejscowość i gmina we Francji, w regionie Hauts-de-France, w departamencie Somma.
Według danych na rok 2011 gminę zamieszkiwało 336 osób, a gęstość zaludnienia wynosiła 52 osoby/km² (wśród 2293 gmin Pikardii Estrées-Deniécourt plasuje się na 747. miejscu pod względem liczby ludności, natomiast pod względem powierzchni na miejscu 738.).